# 韶山铁路
韶山铁路，是中国湖南省湘潭市境内的一条支线铁路，由湘鄉市向韶站经银田站通往韶山市清溪鎮韶山站，全长21.4公里，在向韶站与沪昆铁路连接。目前归中国铁路广州局集团管辖。

## 历史

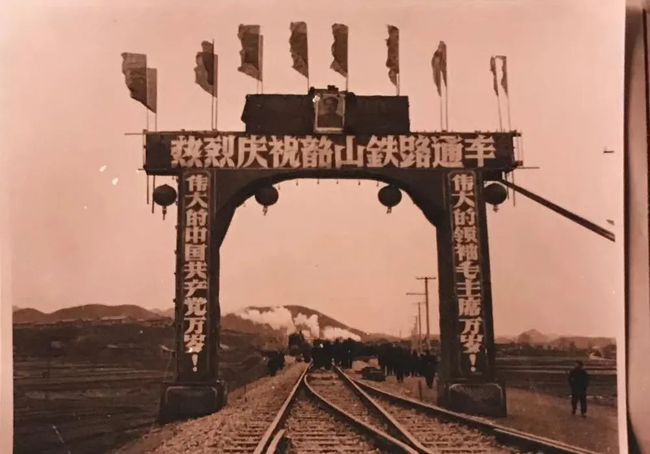
1967年12月28日韶山铁路通车运营

二十世纪六十年代，韶山被奉为中國共產黨的「革命聖地」之一。全中国有许多大學和中學里的青年學生，出于对毛泽东的个人崇拜，争相前往毛泽东的故乡韶山，学习毛泽东思想，单在1966年前往韶山的人数已超过290万，原来的公路运输难以负担。1966年10月，长沙铁道学院的红卫兵首先倡议修筑韶山铁路。
接着韶山铁路的建设随即展开，超过十万人参与了这条铁路的建设。韶山铁路在原湘黔铁路上的马托铺站（今名向韶站）引出分支向北延伸。铁路原计划直接通入韶山冲，但因会破坏毛泽东故居周围的环境，周恩来总理指示韶山铁路不伸入韶山冲，并留下5公里缓冲距离。当时随着韶山铁路的修建和开通，还出现了一首著名的儿歌“火车向着韶山跑”。

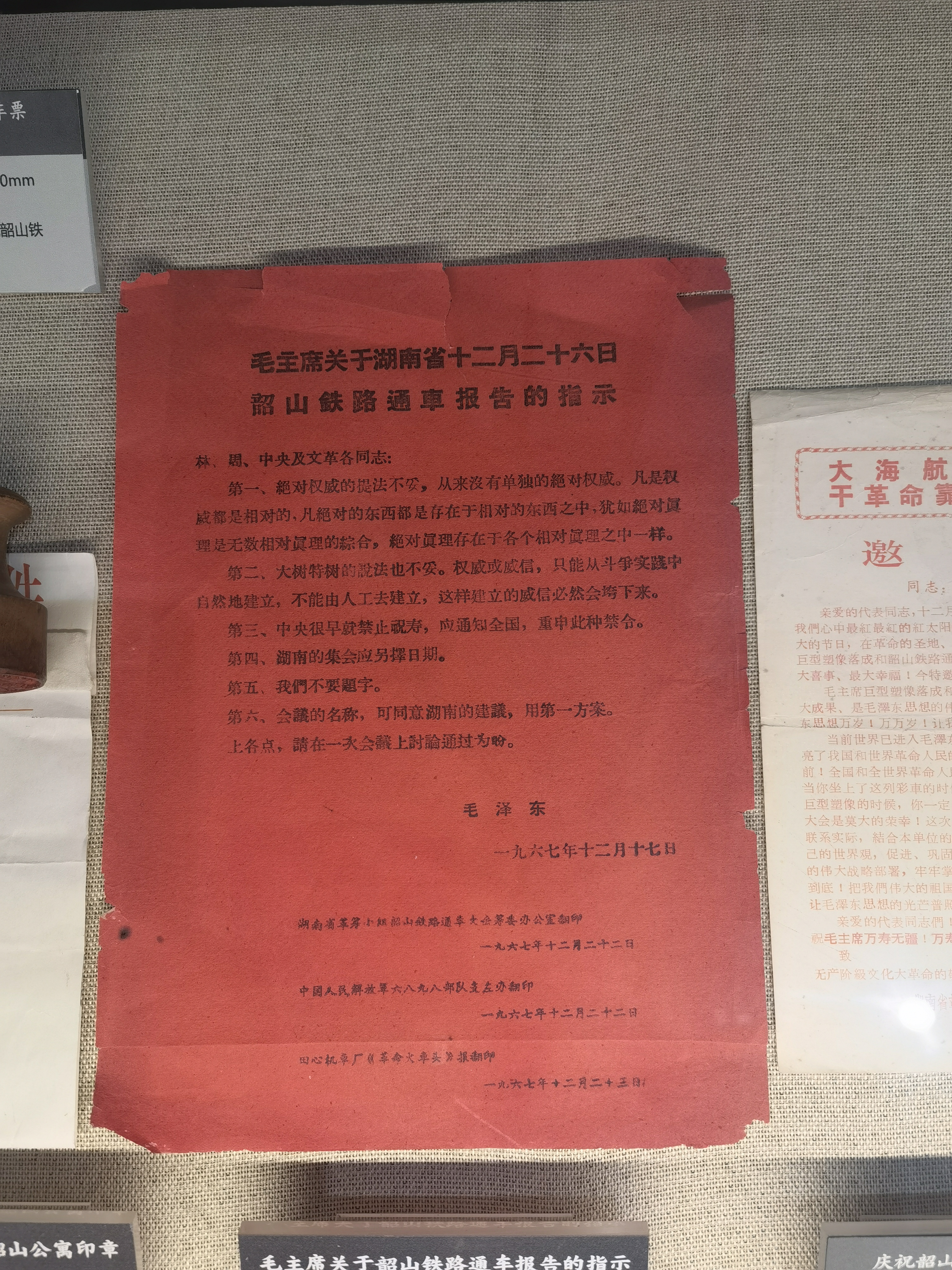
毛主席在1967年12月17日对湖南省计划在12月26日韶山铁路通车报告的指示，重申了中共中央对于“祝寿”的禁令。并提议另行计划日期开通，最后韶山铁路于12月28日通车，此翻印件收藏于广州铁路博物馆

当时广州铁路局长沙铁路分局和湖南省党政各界原定于1967年12月26日，即毛泽东诞辰纪念日当天举行通车典礼。但在12月17日被毛泽东以专门做出指示的形式反对这类做法：“绝对权威的提法不妥……大树特树的说法也不妥。”，因此将通车日期延后到12月28日。

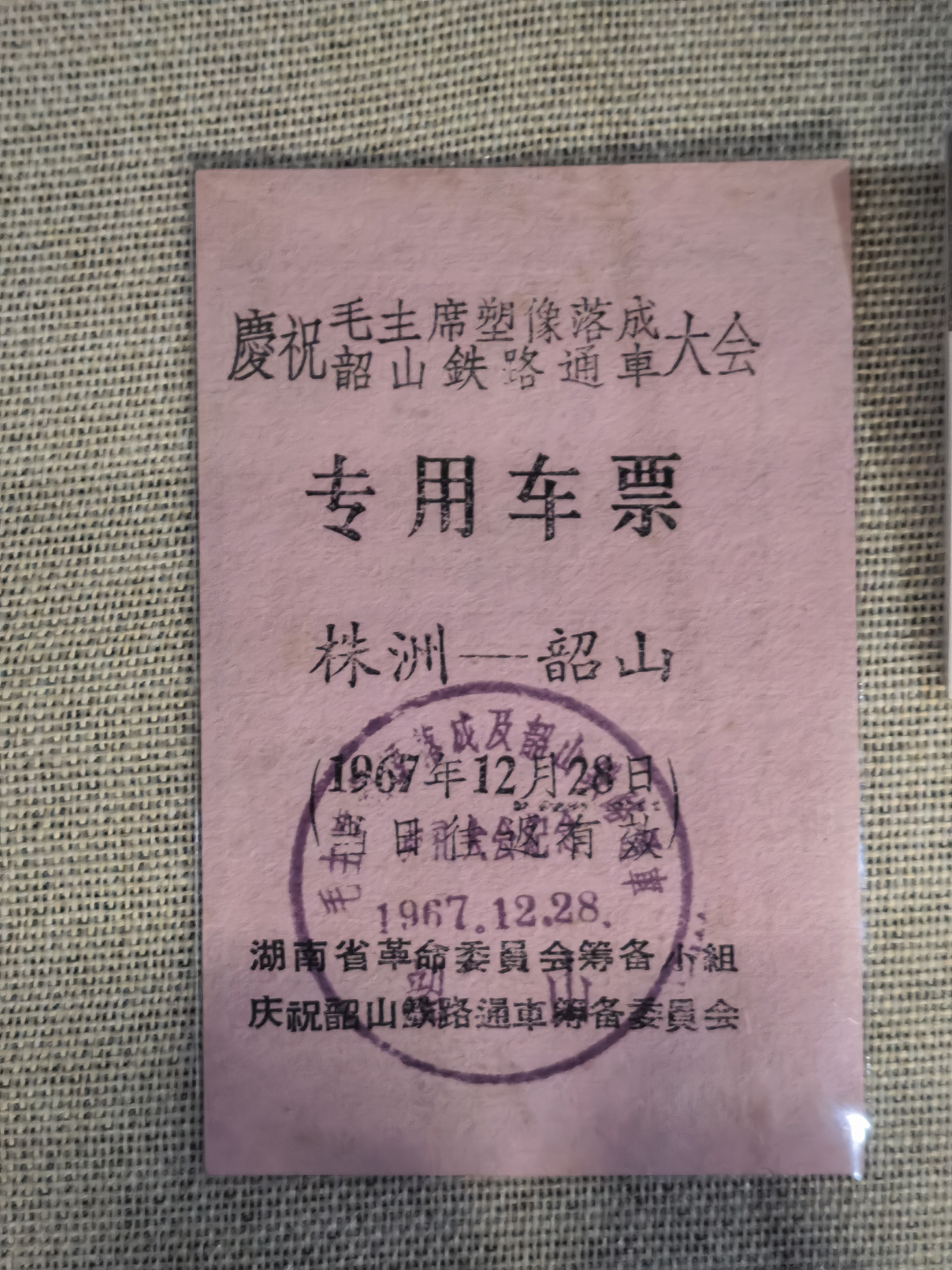
韶山铁路通车首发车票，现藏于广州铁路博物馆

1967年12月28日，韶山铁路正式通车，并开行韶山至长沙的韶1/韶2次旅客列车（即今5365/5366次列车，2001年更改车次），和韶山至株洲的韶3/韶4次旅客列车。后来更开行北京至韶山的1/2次列车（即今北京西至长沙的D1/2次）。2014年4月1日至2016年8月15日5365/5366次列车因长沙站站改而停运。
此外，广铁集团自2014年3月19日使用中国铁路25B型客车开行长沙-湘潭-韶山间的T8321/8322次列车，同年5月改为逢周六、日开行，是少数使用25B型绿皮车底的特快列车之一。
2017年1月5日开始，每日开行的5365/5366次列车和周末开行的T8321/8322次列车停运。2021年3月3日，广州局集团启动对韶山线的全面升级改造工作，预计工期81天，并计划在改造完毕后开行韶山经由韶山线、沪昆线、醴茶线、吉衡线至井冈山的红色旅游专列。